# Adnan Alisic
Adnan Alisic (Rotterdam, 10 febbraio 1984) è un calciatore olandese, centrocampista del COAL.

## Carriera
Ha giocato nella massima serie del campionato olandese con Utrecht ed Excelsior Rotterdam.